# Svetozar Kamenović
Svetozar Kamenović (1921 — 1979) bio je srpski slikar.

## Biografija
Rođen je u Pirotu, 10. marta, u radničkoj porodici. Prve pouke o likovnoj umetnosti stekao je već u nižim razredima gimnazije. Završio je Akademiju umetnosti u Beogradu. Za vreme studija bio sto je uticalo na dobijanje stipendije od same akademije. Godine 1953. je diplomirao i zaposlio se u Školi za primenjenu umetnost u Peći kao predavač crtanja, slikanja i slikarske tehnologije. Od jula 1953. godine neprekidno radio u Peći, ranije u Školi za primenjenu umetnost, kasnije na odseku za likovne tehničare u okviru Tehničkog školskog centra "Šaban Spahija". Više puta učestvovao kao predavač na seminarima za nastavnike likovnog obrazovanja na području pokrajne Kosova. Takođe je sarađivao sa pokrajinskim zavodom za unapređivanja školstva u smislu iznalaženja i realizovanja programa iz likovnih obrazovanja. Nije mali broj ni generacija, a ni pojedinaca kojima je predavao, čiji je razvoj pratio, koji su sa uspehom nastavili dalje školovanje na Višim i Visokim školama i Akademijama.
Kosovo sa svim lepotama, istorijskim i kulturnim spomenicima oduševilo ga je i sudbinski vezalo za svoje tle, koje je postalo opsesija za njegov dalji rad, istraživanja i život uopšte. Nije dakle čudo što je već više od dve decenije proveo na ovom području (1953—1979).
Izlagao je redovno na svim izložbama Udruženja likovnih umetnika SAPK, čiji je član bio od njegovog osnivanja.
Imao je devet samostalnih izložbi:
- Pirot (1953)
- Peć (1954, 1962)
- Priština (1956)
- Prizren (1972)
- Sutomore (1973)
- Peć (1976)
- Pirot (1977)
- Bela Palanka.

Osim ovoga, učestvovao je na izložbama koje je organizovao dom JNA u Beogradu Deset likovnih umetnika Kosova, kao i NOB u delima likovnih umetnika Jugoslavije. Učestvovao je u Likovnim susretima Palić, zatim na izložbi Djerdap 72 u Kladovu, učestvovao je i na više izložbi Oktobarskog salona u Beogradu.